# Aurelio Verra
Aurelio Verra (Cuneo, 16 agosto 1920 – Torino, 27 luglio 2006) è stato un partigiano e scrittore italiano.

## Biografia

### La giovinezza
I genitori erano Alfredo Verra, ufficiale di marina e geometra, e Maria Perotto, energica cattolica e antifascista. Il padre si diplomò all’Accademia Navale di Livorno, arrivando al grado di capitano di lungo corso e combattendo nelle due guerre mondiali. La madre si occupava della cascina di proprietà a San Benigno (CN), poco distante dalla città, sino alla sua parziale vendita dopo la crisi del ’29. Questo luogo rimane importante per la storia della Resistenza in quanto, nei suoi dintorni, avvenne l’eccidio della Candelora. Aurelio aveva un fratello più giovane, Valerio (1929-2001), che diverrà poi filosofo hegeliano e storico della filosofia prima all’università di Torino, quindi a Trieste ed infine a Roma. A Cuneo frequentò il liceo classico Silvio Pellico ed ebbe come compagni Giorgio Bocca, Lorenzo Minetto e altri futuri partigiani nella guerra di Liberazione. Successivamente si iscrisse alla Facoltà di Lettere e Filosofia di Torino, laureandosi subito dopo la guerra (1946) con il professor Pastonchi, scrivendo una tesi sull’epistolario appena pubblicato di Giosuè Carducci. Dal 1941 cominciò a frequentare lo studio dell’avvocato Duccio Galimberti, futuro capo partigiano e organizzatore delle Divisioni Giustizia e Libertà, nonché Medaglia d’oro al Valor Militare per essere stato trucidato dai nazi-fascisti il 3 dicembre 1944 nelle campagne di Centallo (CN). Nello studio venne introdotto dall’amico Detto Dalmastro, ex-reduce della ritirata di Russia ed anche lui futuro capo partigiano, dando avvio clandestinamente al suo impegno antifascista.

### La guerra partigiana

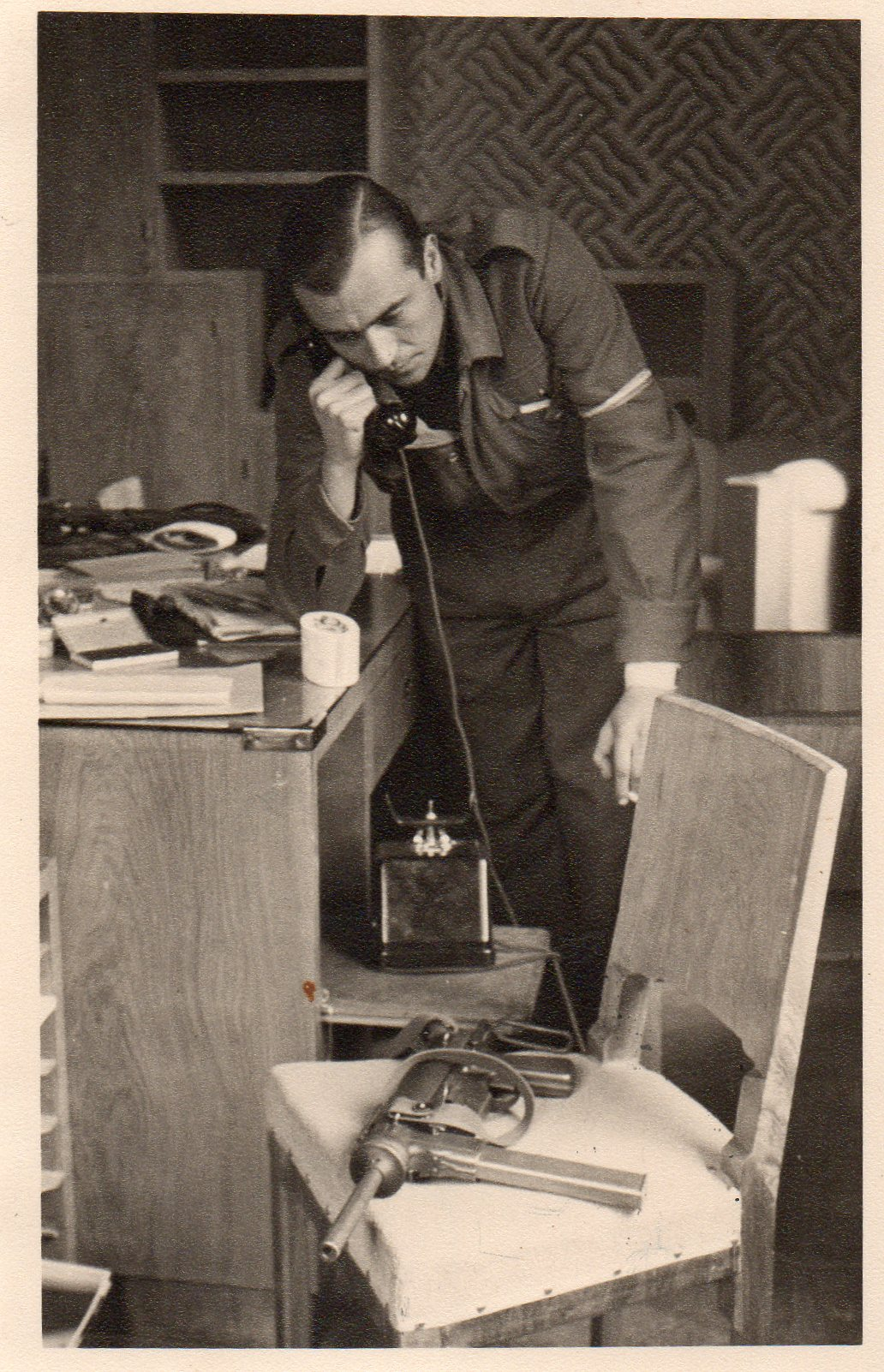
Aurelio Verra nella redazione di Giustizia e libertà, Cuneo, 1945

L’11 settembre 1943, appena rientrato dal Corso Allievi Ufficiali Alpini di Merano,  Aurelio fu l’ultimo a lasciare la caserma di Cuneo per raggiungere la notte stessa le montagne della Valle Grana (e successivamente quelle della Valle Maira) insieme a Giorgio Bocca e Alberto Cipellini, formando un primo nucleo di partigiani, denominato Gruppo Damiani, che affiancò Duccio Galimberti. Parallelamente alla lotta armata, venne costituito l’Ufficio Stampa della Divisione Giustizia e Libertà, di cui Aurelio fu direttore. Nella prima metà del marzo 1944 fece nascere e diffondere in valle e a Cuneo il giornale ‘Giustizia e Libertà’ come foglio clandestino, prima dattiloscritto e poi a ciclostile, sottotitolato ‘Notiziario dei patrioti delle Alpi Cozie’. Con l’arrivo di una macchina tipografica (pedalina) e carta inviate dal C.L.N. delle cartiere Burgo di Verzuolo, l’USPIA (Ufficio Stampa Propaganda Informazioni Assistenza) cominciò a funzionare a pieno ritmo. A partire dal 25 aprile 1945 partecipò alla liberazione di Caraglio, Dronero e Cuneo, come combattente e cronista. Nei giorni seguenti, a Cuneo, conobbe a una festa organizzata per i partigiani in casa Loria la sua futura moglie Ada. Nello stesso anno scrisse il romanzo storico sulla sua esperienza in val Grana e Maira dal titolo L’odio distrugge soltanto le pietre. Nel libro emerge chiaramente la sua visione sulla vita, la morte, la solidarietà e la Resistenza. Ad un certo punto l’autore parla della distruzione di San Damiano Macra, in valle Maira, da parte delle forze di occupazione naziste. I valligiani superstiti, che si nutriranno solo di un pugno di sale e aceto sulle patate condivise con i partigiani, ben rappresentano i sentimenti del popolo italiano sotto il giogo dell’oppressore: l’odio aveva distrutto soltanto le pietre, ma non lo spirito. Aurelio continuò a collaborare con il quotidiano ‘Giustizia e Libertà’, appena uscito dalla clandestinità e divenuto organo ufficiale del Partito d’Azione; nella lista di quest’ultimo comparirà il suo nome per le prime elezioni amministrative di Cuneo nel marzo 1946. Dallo stile dei suoi articoli traspare chiaramente la sua sensibilità per le vicende storiche appena trascorse, senza dimenticare mai l’altro visto come non diverso da se stesso. Riaffiora in questo modo la sua personalissima visione per le molte speranze andate deluse, i progetti per la ricostruzione, il dolore per i compagni caduti e le borgate montane distrutte, il legame con i valligiani, la voglia di riscatto e di ritorno alla normalità della vita. Infine, la sua grande fiducia nell’operosità italiana, nella capacità dell’Italia di sfruttare un patrimonio artistico unico nel suo genere per risollevare le sorti degli animi piegati dalla guerra.

### Dopo la Liberazione

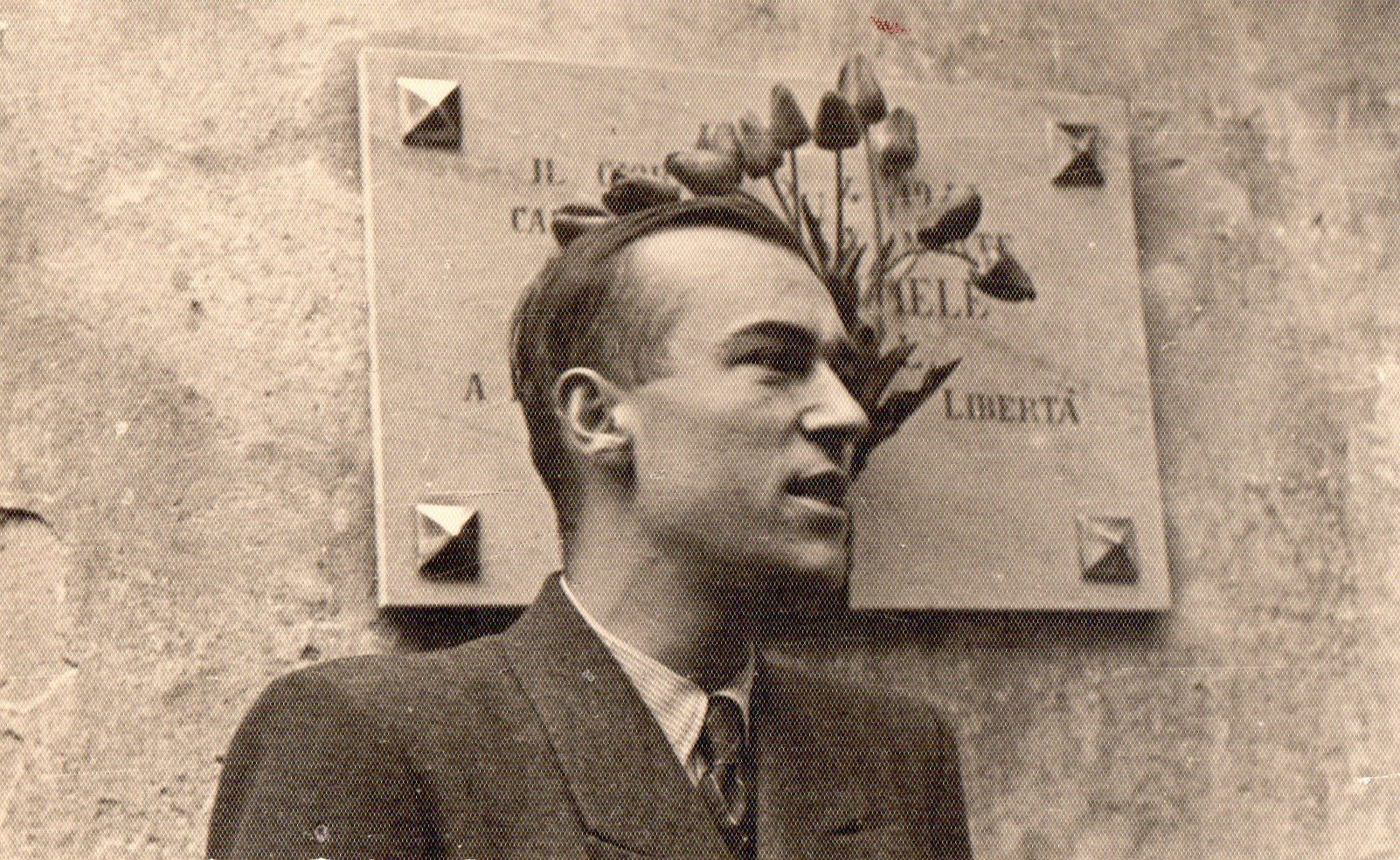
Aurelio Verra commemora i caduti, Cuneo, 1946

Subito dopo la fine delle ostilità iniziò a lavorare come insegnante di lettere, prima a Mondovì, poi all’Istituto Magistrale ‘De Amicis’ di Cuneo fino al 1964, cominciando un lungo sodalizio con la casa editrice Paravia. Scrisse in questo periodo un testo di educazione civica per le scuole, intitolato Educazione alla vita, antologie di letteratura italiana e latino. Pubblicò su riviste di cultura e periodici, partecipando a corsi di aggiornamento. Nel 1965 divenne preside dell’Istituto magistrale di Saluzzo ‘G. Soleri’, nel 1966 preside del Liceo Classico ‘G. Botta’ di Ivrea, pubblicando l’antologia per la scuola media ‘Dialogo aperto’. Dal 1968 divenne preside del Liceo Classico Massimo D’Azeglio di Torino sino al pensionamento nel 1977. Nel 1969 trasferì la famiglia a Torino, continuando a scrivere antologie per la scuola media e per il biennio: ‘Dal mito alla storia’, ‘La parola e l’uomo’, ‘Civiltà senza frontiere’ e, nel 1981, l’ultimo suo testo scolastico di educazione linguistica, ‘Capacità e possibilità espressive’. Nel 1987 curò con Sebastiano Parola il libro di testimonianze Epica minima – Partigiani di val Maira. Nel difficile periodo della contestazione studentesca e del terrorismo preferì lasciare aperto il liceo D’Azeglio, anche a costo di gravi apprensioni personali, per garantire la continuità didattica e non spezzare quel rapporto umano iniziato in quel lontano settembre 1943. Aurelio amava ripetere che sarebbe stato inutile, una volta conquistata la libertà, smobilitare definitivamente. Per lui era importante non abbandonare la trincea, nonostante tutto, perché c’era sempre altro da fare ‘più in là’.

## Opere
- L'odio distrugge  soltanto le pietre, Cuneo, Boldrino, 1946; nuova edizione: Cuneo, Nerosubianco, 2007.
- Cento dei centomila, Roma, ANPI, 1947.
- I valligiani della II° Divisione Alpina G.L. in Nuovi quaderni di Giustizia e Libertà, Milano, Ed. La Fiaccola, Gennaio-Agosto 1945.
- Discorso tenuto in Borgo S.Dalmazzo in occasione della celebrazione del X° Anniversario della Resistenza Borgo, Ed. Bertello, 1955.
- Ritorno alle Langhe Cuneo, Ed. Panfilo, 1952.
- Conferma di un giudizio in "Duccio Galimberti Eroe nazionale nel secondo Risorgimento" AA.VV. Cuneo, Panfilo Editore, 1959.
- Rapsodia partigiana in tre tempi su "Rinascita d'Italia", Periodico della Resistenza, Luglio-Agosto 1953.
- Il problema del latino negli Istituti magistrali in "Ricerche didattiche", Roma, 1953.
- Temi di versione per il latino in Latino per gli Ist. Magistrali, Torino, Paravia, 1956.
- Umanità classica, Antologia di cultura greco-latina, Torino, Paravia, 1959.
- E vivo gurgite Temi di versione dal latino e in latino, Torino, Paravia, 1958.
- Varie et copiose, Temi di versione dal latino e in latino per i Licei scientifici, Torino, Paravia, 1960.
- Panorami di civiltà, Antologia di cultura greca, romana e medievale per gli Istituti tecnici, Torino, Paravia, 1961.
- Articoli, recensioni su giornali e riviste varie (Nuova antologia, Traguardo, Rinascita d'Italia, Libri, Risorgimento, La Guida, Provincia).
- Struttura e significato della Divina Commedia, Corso di aggiornamento del Provveditorato agli studi di Cuneo, Firenze, Società Dante Alighieri, 1965.
- Scuola e ambiente sociale in "Skola i druvstena sredina" tradotto dal francese in serbo-croato, Ed. Biblioteka Prosvetnih radnika Jugoslavije, Beograd, 1962.
- Articoli, discorsi, progetti come membro sulla formazione internazionale degli insegnanti della sezione italiana del  Movimento "Fraternité mondiale", Ginevra.
- Interventi e corsi di Educazione civica e Storia con recensioni indetti dalla città di Cuneo.
- Dialogo aperto, Antologia per la scuola media, Torino, Paravia, 1966.
- Testi di Antologia, Educazione civica, Epica, Linguistica, già citati in biografia e successivi al 1966.